# Jumbo Score
Pour les articles homonymes, voir Jumbo.
Jumbo Score était une enseigne d’hypermarchés fondée en 2002 avec l'ouverture du premier centre commercial de l'enseigne au Port (île de La Réunion). En 2020, le groupe Bernard Hayot a racheté l’enseigne et a débuté un remplacement par Carrefour.

## Histoire
En 1972, ouverture du premier supermarché à Saint-Denis de la Réunion sous l'enseigne Score. D'autres magasins suivront au rythme d'environ une ouverture par an.
En 1992, ouverture du premier hypermarché sous l'enseigne Cora à Duparc, Sainte-Marie (la Réunion). En 1999, création de la carte Bourbon Avantages, premier programme de fidélité à grande échelle à l’île de la Réunion. En 2002, lancement de Jumbo Score au Port (la Réunion). En 2004, harmonisation et changement d'enseigne. Désormais, tous les hypermarchés du groupe porteront le nom de Jumbo Score. En 2009, lancement du site www.jumbo-score.com. En 2013, lancement de Jumbo Drive, premier site de grande distribution en ligne à la Réunion. En 2016, on compte 13 Jumbo Score implantés dans la zone du sud-ouest de l'Océan Indien, dont 7 à La Réunion. En 2020, rachat des enseignes Jumbo et Score par le Groupe Bernard Hayot, qui rétrocède 5 hypermarchés (Duparc, Chaudron, St-André, Savannah et St-Benoit) au groupe Make Distribution qui deviennent Run Market. Les autres surfaces Jumbo deviennent Carrefour et les Score des Carrefour Market. Ce remplacement débute en avril 2023 à Mayotte , en novembre 2023 à Madagascar, en février 2024 à Maurice.

## Services

### Jumbo Drive
En 2013, l'ancien PDG de Vindémia, Jean-Christophe Brindeau annonce l'arrivée du Jumbo Drive à La Réunion. Le premier service a été lancé au Port puis à Sainte-Marie depuis 2014. Pour cela, un travail important a été mené depuis au début de 2012, représentant un investissement de 200 000 euros. Deux ans plus tard, c’est au tour de l’enseigne située à Saint-Benoît d’offrir cette prestation. Depuis 2013 il est l’unique site de commande de grande distribution alimentaire en ligne à la Réunion. Il s’agit d’un service dit de retrait en magasin : les clients commandent les produits souhaités en ligne avant de les retirer au Jumbo Drive de leur choix.

### Programme de fidélité
Le programme de fidélité Bourbon Avantages est lancé en 1999 dans tous les supermarchés Score et les hypermarchés Cora, anciens Jumbo Score. Le dispositif permet aux clients de cumuler des points à chaque passage à la caisse.
En 2016, le programme de fidélité est modernisé. Une sélection de produits signalés en magasins et dans les prospectus permet dorénavant aux clients de cumuler des euros sur leur carte. Les clients peuvent ainsi utiliser leur cagnotte directement à la caisse pour régler tout ou partie de leurs achats.